# Kultury starterowe

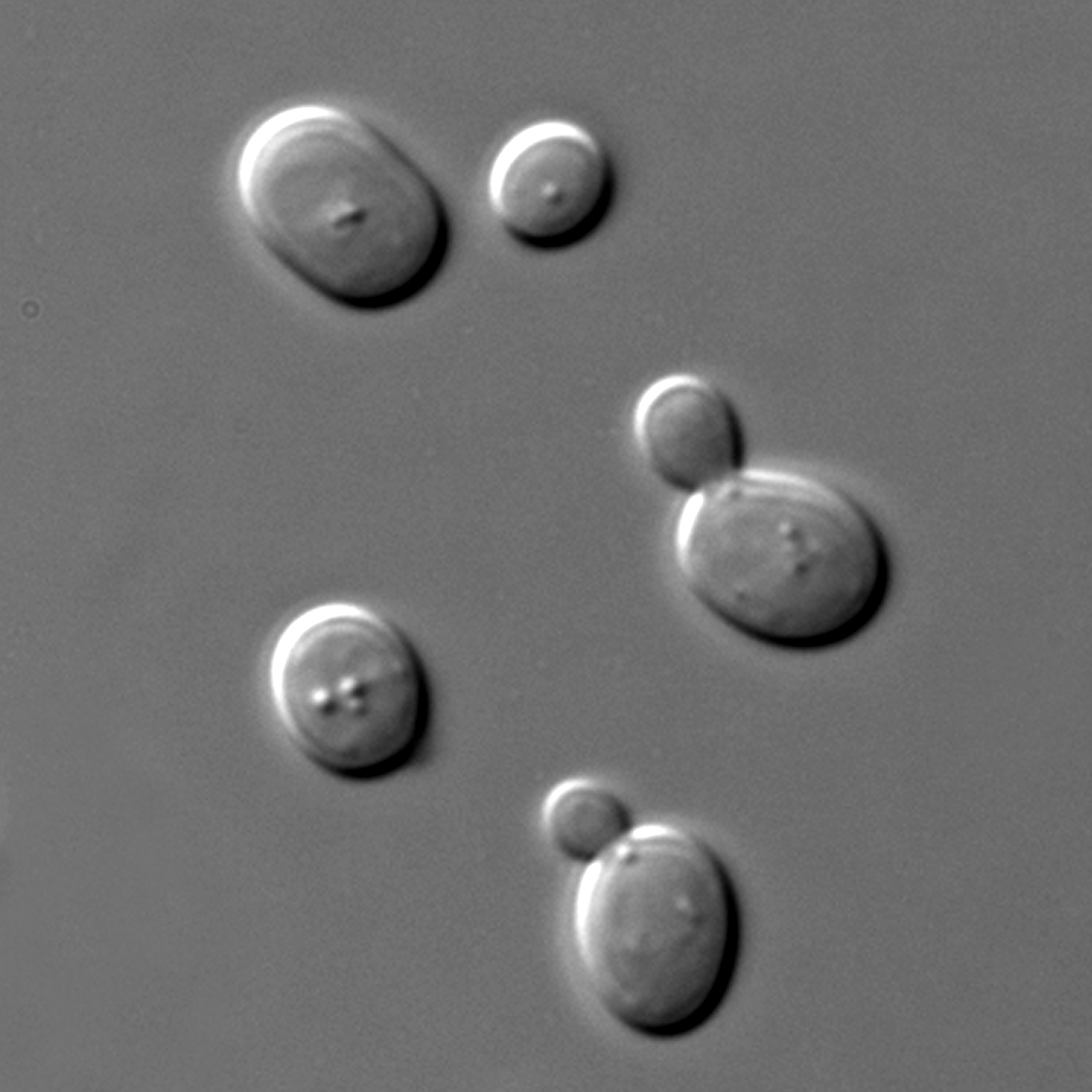
Drożdże Saccharomyces cerevisiae

Kultury starterowe (także: startery) – odpowiednio wyselekcjonowane drobnoustroje (bakterie, pleśnie lub drożdże), dodawane do żywności w celu poprawy jej wyglądu, zapachu, smaku lub wydłużenia trwałości. Stosowane przede wszystkim w mleczarstwie i wędliniarstwie.

## Geneza i historia
Pierwsze patenty na stosowanie technologii kultur starterowych zgłoszono w 1919 (do kiełbas), lecz szerokie ich wprowadzenie na rynek konsumencki odbyło się dopiero w latach 60. XX wieku. Od lat 80. XX wieku stosowane są na masową skalę w przemyśle wędliniarskim.
Kultury starterowe, w miarę uprzemysłowienia produkcji żywności, zastąpiły naturalne drobnoustroje obecne w procesach produkcyjnych w dawnych wiekach, a mające wpływ na smak i jakość jedzenia. Naturalne kultury drobnoustrojowe zostały praktycznie wyeliminowane z uwagi na nieustanny postęp w dziedzinie zwiększania higieny procesów produkcyjnych i musiały zostać zastąpione w sposób sztuczny, np. w procesie produkcji kefiru (ziarna kefirowe) czy kiełbas fermentowanych.

## Rodzaje
Najczęściej stosowane startery to bakterie kwasu mlekowego (np. Lactobacillus plantarum), drożdże (np. Candida formata), kokki katalazo-dodatnie (np. Staphylococcus xylosus), promieniowce (np. Streptomyces griseus) i pleśnie (np. Penicillium nalgiovense). Kultury starterowe poddawane są różnego rodzaju manipulacjom genetycznym, celem uzyskania najbardziej pożądanych właściwości konsumpcyjnych.
Startery dzielą się na mikroflorę techniczną (czyli taką, bez której proces produkcyjny nie byłby możliwy – np. fermentacja laktozy w mleczarstwie) oraz na mikroflorę stosowaną w celu osiągnięcia jakiegoś efektu, np. przedłużenia trwałości produktu lub zmiany jego smaku. Na potrzeby przemysłu mleczarskiego startery dzieli się na trzy typy: jednoszczepowe (jeden szczep mikroorganizmu), jednogatunkowe (dwa lub więcej szczepów danego gatunku) i wielogatunkowe (jeden lub więcej szczepów różnych gatunków).
W przypadku mleczarstwa, gdzie stosuje się obecnie prawie wyłącznie mleko pasteryzowane, używanie kultur starterowych ma kluczowe znaczenie – naturalne mikroorganizmy zostały w zasadzie wytępione.